# Hamvas rétihéja
A hamvas rétihéja (Circus pygargus) a madarak osztályának a vágómadár-alakúak (Accipitriformes) rendjébe, ezen belül a vágómadárfélék (Accipitridae) családjába tartozó faj.

## Előfordulása
Európában és Ázsia nagy részén honos, de Afrikában is él. Rövidtávú vonuló.

## Megjelenése
Testmagassága 43-47 centiméter, szárnyfesztávolsága 105-120 centiméter. A hím 230-300 gramm, a tojó 320-440 gramm. Feje kicsi, teste nyúlánk, szárnya és farka hosszú. A hím háti része kékesszürke, szárnya vége fekete, karevezőin fekete keresztszalag van; hasalja fehér vörösbarna csíkozással. A tojó barnás színű, csíkozott; fehér farcsíkja van.
|  |  |  |

## Életmódja
Kisemlősökkel, talajon fészkelő madarak fiókáival, hüllőkkel, békákkal és rovarokkal táplálkozik.

## Szaporodás
Hazánkban rendszeres fészkelő, nedves réteken költ. Száraz növényi részekből talajra építi fészkét. Fészekalja 4-5 tojás, a kikelési idő 29-30 nap, a kirepülési idő 5-6 hét.

## Kárpát-medencei előfordulása
Magyarországon áprilistól szeptemberig tartózkodik. Jellemző madara a Hanságnak, a Kis-Balatonnak, valamint Ócsa környékének.

## Védettsége
Szerepel a Természetvédelmi Világszövetség Vörös Listáján, de még mint nem fenyegetett. Európában biztos állományú fajnak számít. Magyarországon fokozottan védett, természetvédelmi értéke 500 000 forint.